# Oxytropis pallasii
Oxytropis pallasii är en ärtväxtart som beskrevs av Christiaan Hendrik Persoon. Oxytropis pallasii ingår i släktet klovedlar, och familjen ärtväxter. Inga underarter finns listade i Catalogue of Life.